# Kersikan (Gondang Wetan)
Kersikan is een bestuurslaag in het regentschap Pasuruan van de provincie Oost-Java, Indonesië. Kersikan telt 1667 inwoners (volkstelling 2010).